# ラリー・ジェニングス

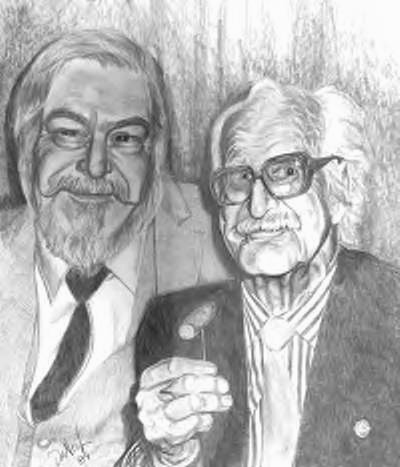
ラリー・ジェニングス（左）とダイ・バーノン（右）（1989年）

ラリー・ジェニングス（Larry Jennings, 1933年2月17日 - 1997年10月17日）は、アメリカ出身のマジシャン。
デトロイトでボイラー技師をしていた頃、近所にプロ・マジシャンのロン・ウィルソンが引っ越してくる。このロン・ウィルソンに見せてもらったマジックの数々に感動してマジックを始める。その後カリフォルニアに引っ越し、マジック・キャッスルに常駐していたダイ・バーノンに弟子入りした。1969年に来日。演技者としても研究者としてもとても優秀な人物であった。
代表作は「ワンカップルーティン」、「スタック・オブ・クォーター」など多数。

## 関連書籍
- The Classic Magic of Larry Gennings (L&L,1986,288pp)
- Larry Jennings:The Cardwright (L&L,1988, 216pp)
- Larry Jennings on Card and Coin Handling (Busby,1977, 67pp)
- Larry Jennings' Neo Classics (L&L,1987, 40pp)